# Episodi di Tarzan (serie televisiva 1991) (prima stagione)
| nº | Titolo originale                   | Titolo italiano | Prima TV Francia | Prima TV Italia |
| -- | ---------------------------------- | --------------- | ---------------- | --------------- |
| 1  | Tarzan and the Caves of Darkness   |                 | 6 ottobre 1991   |                 |
| 2  | Tarzan's Journey to Danger         |                 |                  |                 |
| 3  | Tarzan and the Picture of Death    |                 |                  |                 |
| 4  | Tarzan and the Pirate Treasure     |                 |                  |                 |
| 5  | Tarzan in the Sacred Cave          |                 |                  |                 |
| 6  | Tarzan and the Killer Lion         |                 |                  |                 |
| 7  | Tarzan the Hunted                  |                 |                  |                 |
| 8  | Tarzan's Eleventh Hour             |                 |                  |                 |
| 9  | Tarzan and the Savage Storm        |                 |                  |                 |
| 10 | Tarzan and the Mystic Caves        |                 |                  |                 |
| 11 | Tarzan and the Silent Child        |                 |                  |                 |
| 12 | Tarzan and the Golden Egg          |                 |                  |                 |
| 13 | Tarzan and the Poisoned Water      |                 |                  |                 |
| 14 | Tarzan's Christmas                 |                 |                  |                 |
| 15 | Tarzan and the Unwelcome Guest     |                 |                  |                 |
| 16 | Tarzan and the River of Doom       |                 |                  |                 |
| 17 | Tarzan and the Extra-Terrestrials  |                 |                  |                 |
| 18 | Tarzan and the Orphan              |                 |                  |                 |
| 19 | Tarzan and the Deadly Gift         |                 |                  |                 |
| 20 | Tarzan and the Test of Friendship  |                 |                  |                 |
| 21 | Tarzan Tames the Bronx             |                 |                  |                 |
| 22 | Tarzan and the Woman of Steel      |                 |                  |                 |
| 23 | Tarzan and the Enemy Within        |                 |                  |                 |
| 24 | Tarzan and the Killer's Revenge    |                 |                  |                 |
| 25 | Tarzan in the Eye of the Hurricane |                 | 17 maggio 1992   |                 |